# Juan José Celaya San Miguel
Juan José Celaya San Miguel (Azpeitia, 1846-San Sebastián, 1921) fue un médico español fundador y primer presidente del Colegio de Médicos de Guipúzcoa, así como creador y primer director de la Gota de Leche de San Sebastián.

## Biografía
Nació en Azpeitia, provincia de Guipúcoa (España) en 1846. Estudió la carrera de medicina en el Colegio San Carlos de Madrid licenciándose en 1869.
Comenzó trabajando de médico titular en las poblaciones de Orio y Azpeitia. Al desencadenarse la guerra carlista sus ideas liberales le hicieron refugiarse en San Sebastián donde  prestó servicios sanitarios en el batallón de miqueletes, siendo condecorado con la Orden del Mérito Militar.
Tras la guerra civil regresó a Azpeitia y en 1891 fue nombrado presidente de la Asociación Médico-Farmacéutica Vasco-Navarra.
En  1893 obtuvo la plaza de   médico Jefe de Sala del Hospital Civil San Antonio Abad de San Sebastián nombrándosele posteriormente director.
En 1899 participó en la creación del Colegio de Médicos de Guipúzcoa, del que fue su primer presidente e impulsó la publicación el Boletín del Colegio de Médicos de Guipúzcoa.
En 1903, bajo los auspicios de la corporación municipal, contribuyó a la fundación de La Gota de Leche de San Sebastián siendo su primer director y representando a la entidad en el Congreso Mundial de París celebrado en el Instituto Pasteur.
Falleció en San Sebastián en 1921.